# 王皓
王皓（おうこう、ワンハオ、1983年12月1日 - ）は、中国の元男子卓球選手。吉林省長春市出身。かつては世界ランキング1位のプレイヤーであり、王励勤や馬琳と肩を並べる中国のトップの一角であった。

## 経歴
オリンピックには2004年から3大会連続で出場し、シングルスではいずれも決勝まで勝ち進んだが全て決勝で敗れ、3大会連続で銀メダルを獲得した。
2009年の世界選手権横浜大会シングルスで、若手最強と言われる馬龍、前王者の王励勤に完勝し、優勝を飾る。
2009年の全中国運動会の優勝後、一時不振に陥るが、2010年ワールドカップの優勝をきっかけに調子を取り戻した。
2011年の世界選手権では準々決勝で日本のエース水谷隼に圧勝、前回と同じく準決勝で馬龍に完勝したが、決勝で張継科に敗れ準優勝に終わった。
2013年の世界選手権シングルスでも決勝で再び張継科と対戦。しかし4-2で敗れ2大会連続の準優勝に終わった。
2014年に選手としての現役を引退した。
引退後は中国代表一軍男子チームのコーチを務めた後、2024年より男子代表監督に就任。

## プレースタイル
中国式ペンホルダーの選手で、裏面打法も使う。他の選手とは異なり、バックハンド技術はそのほとんどが裏面打法であり、ショート、プッシュはほとんど使用しない。バックハンドで表面を使わず全て裏面で処理するのは今のところ王皓以外トップレベルでは存在しない。。前陣での安定した両ハンドでのカウンタープレーに加え、ラリー戦における強さや裏面打法による独特な球質のフリックに代表される台上技術、ブロックも秀逸。また、前陣で両ハンドでのカウンターに持ち込ませるために、アジア人選手にしては珍しく、ヨーロッパ人選手のように横回転系のサービスを出してラリーを組み立てていくことが多い。

## 主な戦績
- 2003年
  - 第47回世界選手権パリ大会 男子ダブルス準優勝（孔令輝と）、混合ダブルス3位
  - ITTFプロツアー・グランドファイナル（2003 広州） 男子シングルス優勝
  - アジア選手権バンコク大会 男子シングルス優勝、男子ダブルス ベスト4
- 2004年
  - アテネオリンピック 男子シングルス銀メダル
  - 第47回世界選手権ドーハ大会 男子団体優勝
  - 男子ワールドカップ（杭州） 3位
- 2005年
  - 第48回世界選手権上海大会 男子ダブルス優勝（孔令輝と）
  - 男子ワールドカップ（リエージュ） 準優勝
- 2006年
  - 第48回世界選手権ブレーメン大会 男子団体優勝
  - 男子ワールドカップ（パリ） 準優勝
  - ITTFプロツアー・グランドファイナル（2006 香港） 男子シングルス優勝
- 2007年
  - 第49回世界選手権ザグレブ大会 男子シングルス3位、男子ダブルス準優勝（王励勤と）
  - 男子ワールドカップ（バルセロナ） 優勝
  - ITTFプロツアー・グランドファイナル（2007 北京） 男子シングルス準優勝
  - アジア選手権揚州大会 男子シングルス優勝、男子ダブルス準優勝
- 2008年
  - 北京オリンピック 男子シングルス銀メダル、男子団体金メダル
  - 第49回世界選手権広州大会 男子団体優勝
  - 男子ワールドカップ（リエージュ） 優勝
  - ITTFプロツアー・グランドファイナル（2008 マカオ） 男子シングルス準優勝
- 2009年
  - 第50回世界選手権横浜大会 男子シングルス優勝、男子ダブルス優勝（陳玘と）
  - 全中国運動会 男子シングルス優勝、男子団体優勝
- 2010年
  - 第50回世界選手権モスクワ大会 男子団体優勝
  - 男子ワールドカップ（マグデブルク） 優勝
- 2011年
  - 第51回世界選手権ロッテルダム大会 男子シングルス準優勝、男子ダブルス3位（張継科と）
  - 男子ワールドカップ（パリ） 準優勝
- 2012年
  - 第51回世界選手権ドルトムント大会 男子団体優勝
  - ロンドンオリンピック 男子シングルス銀メダル、男子団体金メダル
- 2013年
  - 第52回世界選手権パリ大会 男子シングルス準優勝
  - 全中国運動会卓球競技男子シングルス4位、団体(解放軍)優勝

## 成績
※最高成績

### シングルス
- オリンピック 銀メダル（2004, 2008, 2012）
- 世界卓球選手権 優勝（2009）

- ワールドカップ 優勝（2007,2008,2010）

- ITTFワールドツアー・グランドファイナル 優勝（2003,2006）

### ダブルス
- オリンピック ベスト16（2004）
- 世界卓球選手権 優勝（2009）

- ITTFワールドツアー・グランドファイナル 準優勝（2004, 2007, 2011）

#### 混合ダブルス
- 世界卓球選手権 ベスト4（2003）

### 団体戦
- オリンピック 優勝（2008, 2012）
- 世界卓球選手権 優勝（2004,2006,2008,2010,2012,2014）
- ワールドカップ 1位（2011）